# První bitva Beleriandských válek
První bitva Beleriandských válek, nazývaná též První bitva o Beleriand, je první bitvou beleriandských válek, odehrávající se ve fiktivním světě anglického spisovatele J. R. R. Tolkiena. Bitva byla Tolkienem popsána v jeho knize Silmarillion.
V této bitvě se vojska elfů z Doriathu, Falasu a Ossiriandu, které podpořila také armáda trpaslíků z Modrých hor, ubránila útoku Temného pána Morgotha. Bitva se odehrála na dvou bojištích. Na západě napadli Morgothovi skřeti Falathrim a Círdan a jeho lid se ve svých opevněných městech jen stěží ubránil jejich náporu. Na východě se doriathskému králi Thingolovi podařilo i s přispěním Laiquendi a trpaslíků vojska Angbandu porazit. Morgothův pokus o rychlé ovládnutí Beleriandu tak nevyšel a po zbytek prvního věku se obě strany nadále střetávaly v beleriandských válkách.

## Situace před bitvou
Během věků Melkorova zajetí elfové žijící v zemích Beleriandu prosperovali. V lesním království Doriath vládl král Elwë, známý jako Elu Thingol, spolu s královnou Melian a autoritu doriathského vladaře tehdy respektovali i elfové, kteří bydleli v Ossiriandu a Falasu. Poté, co Modré hory přešli první trpaslíci, navázali s nimi beleriandští Sindar obchodní styky. Trpaslíci pak pro krále Thingola zbudovali jeho opevněné sídlo Menegroth a vyrobili pro něj mnoho zbraní, neboť královna Melian předpověděla, že mír v Ardě již nebude mít dlouhého trvání.
Poté, co Morgoth unikl s ukradenými silmarily z Valinoru, opevnil se znovu ve své staré pevnosti Angband, kde nyní začal přemýšlet o ovládnutí světa. Jako první se rozhodl vyhubit beleriandské elfy. Morgoth však podcenil sílu Sindar, kteří se v době jeho pobytu ve Valinoru, za pomoci trpaslíků dobře vyzbrojili a Thingol mohl navíc počítat i s pomocí svých spojenců z Ossiriandu a Falasu. Své obrovské skřetí vojsko Morgoth rozdělil na dvě skupiny, které měly doriathského krále Thingola a jeho lid sevřít ze západu a z východu.

## Průběh bitvy

### Západní Beleriand
Morgothova západní armáda do Beleriandu nepozorovaně vtrhla Sirionským průsmykem. Díky velké přesile brzy zatlačila a oblehla Círdana a jeho lid v jejich opevněných přístavech Brithombaru a Eglarestu, takže elfové z Falasu nemohli přijít na pomoc králi Thingolovi. Skřeti pak bez většího odporu plenili zemi mezi řekami Sirion a Narog, avšak proniknout do Thingolova lesa se jim nepodařilo.

### Východní Beleriand
Východní vojsko Temného pána se pak k doriathským lesům přibližovalo od severovýchodu a skřeti při cestě zpustošili zemi mezi řekami Celonem a Gelionem. Král Thingol, který se musel obejít bez pomoci obležených Falathrim, povolal na pomoc Zelené elfy z Ossiriandu pod vedením jejich pána Denethora. Denethor skutečně dorazil s bojovníky z celého Ossiriandu a východního Beleriandu, avšak jeho muži nebyli tak dobře vyzbrojeni jako Thingolovi Sindar.
Elfové na skřety udeřili ze dvou stran mezi řekami Arosem a Gelionem. Zelení elfové však nápor skřetů vyzbrojených železnými zbraněmi neustáli a byli nuceni se stáhnout na kopec Amon Ereb. Tam v obklíčení padl Denethor a většina jeho lidu. Sindar vedení Thingolem, kteří si k nim ze severu probíjeli cestu, nedorazili včas. Zachránili pouze malou část obklíčených Laiquendi. Thingolově armádě se poté podařilo porazit většinu východního skřetího vojska a přeživší skřeti se obrátili k útěku na sever. Ti ze skřetů, kteří se z boje pokusili uprchnout, však byli téměř do jednoho pobiti trpaslíky, kteří elfům přispěchali na pomoc z nedaleké hory Dolmed.

## Důsledky
Morgothovo vojsko na východě bylo v bitvě zcela rozprášeno a do Angbandu se vrátila jen hrstka skřetů, která donesla zprávy o této porážce. Naopak na západě se skřetům podařilo uzavřít Círdanova vojska za hradbami přístavů, které byly obleženy. Skřeti obsadili téměř celý Falas a Západní Beleriand. Situace se nezměnila, dokud na sever Beleriandu nepřipluli Noldor v čele s Fëanorem. Poté, byli skřeti staženi, aby posílili Morgothův útok proti nově příchozím Noldor. Většina tohoto Morgothova vojska pak padla v druhé bitvě beleriandských válek, známé jako Dagor-nuin-Giliath.
Přestože se v první bitvě beleriandským elfům podařilo odrazit útok Temného pána, jejich ztráty byly vysoké. Ossiriandští elfové velice těžce nesli smrt velké části svého lidu včetně pána Denethora a jeho nejbližších příbuzných. Někteří po bitvě odešli do Doriathu pod ochranou ruku krále Thingola a královny Melian. Ti, kteří se po bitvě vrátili do Ossiriandu, se pak začali ještě bázlivěji skrývat a snažili se pokud možno nemíchat do věcí okolního světa. Ossiriandští elfové již nikdy nepřijali nového krále a nikdy v budoucnu už otevřeně nevyšli do žádné války.
Po vítězství nad východní částí Morgothova vojska se Thingol s přeživšími vrátil do svého lesa, kolem kterého královna Melian vytvořila tzv. Melianin pás. Tato neproniknutelná ochranná hradba jejich kouzel pak království Doriath chránila až do odchodu Melian ze Středozemě.